# BCL11A
B-cell lymphoma/leukemia 11A là một protein ở người được mã hóa bởi gen BCL11A.

## Tương tác
BCL11A đã cho thấy có tương tác với COUP-TFI.